# La Poupée (Bellmer)
Pour les articles homonymes, voir La Poupée.
 (avril 2025).
La Poupée est une sculpture réalisée par Hans Bellmer en 1935-1936. Elle est conservée au musée national d'Art moderne, à Paris.

## Histoire de l'œuvre
À l'arrivée au pouvoir en Allemagne des nazis en 1933, Hans Bellmer décide de ne plus rien faire qui puisse être utile à l'État. Après avoir assisté à une représentation d'un conte d'Hoffmann présentant la poupée Coppélia, il confectionne, en 1934, en bois et en papier mâché, son œuvre la plus connue, La Poupée. Ses articulations permettent de varier les positions. Il met en scène l'objet et le photographie. Les surréalistes prennent connaissance de ces photographies grâce à une édition confidentielle. Ils prennent contact avec Hans Bellmer et les publient en France, avec quelques textes et photographies, dans leur revue Le Minotaure, sous le titre Poupée : variations sur le montage d’une mineure articulée, en décembre 1934. Hans Bellmer colorie ces photographies,,.
Jusqu'en 1948, il modifie l'apparence de cet objet. La Poupée est conservée au musée national d'Art moderne, à Paris.